# فرودگاه آبی نیو جرمنی
فرودگاه آبی نیو جرمنی (به انگلیسی: New Germany Water Aerodrome) یک فرودگاه خصوصی است که یک باند فرود آب دارد. این فرودگاه در شهر نیو جرمنی، نوا اسکوشیا کشور کانادا قرار دارد و در ارتفاع ۶۱ متری از سطح دریا واقع شده است.